# Butor
Butor  (lat. Galeorhinus galeus) riba je iz nadreda Selachimorpha ili morskih pasa. Po samom izgledu liči na svoju vrstu. Naraste do 1.93 m duljine i do 45 kg težine. Sive je boje, s bjelkastim donjim dijelom (ili sivkastim). Ima dugu, zašiljenu njušku, velika usta i male, oštre zube nalik na oštricu. Mladi imaju često crne oznake na vrhovima peraja.
Butor se nalazi na listi IUCN-a kao ugrožena vrsta.

## Rasprostranjenost i prehrana
Ova vrsta je prisutna u svim oceanima, u Atlantiku od Argentine i Južne Afrike do Islanda, u Pacifiku oko Australije i Novog Zelanda, Havaja, od British Columbije do juga poluotoka Kalifornije, u Indijskom oceanu oko obala Afrike, te u Mediteranu.
Živi na dubinama do 1100 m, u jatima koja migriraju, posebno u hladnijim područjima. Može ga se naći i pri dnu, ali i na otvorenom moru, gdje živi pelagijski.
Hrani se većinom ribom, ali i drugim morskim organizmima; rakovima, crvima, glavonošcima,...

## Razmnožavanje
Pas butor je ovoviviparan, gdje ženka leže jajašca koja čuva u svojoj utrobi, a mladi izlaze živi (6-52 potomka). Razmnožavanje se dešava u dva perioda; zimi i u proljeće. Većina ženki se razmnožava u naizmjeničnim godinama, a trudnoća traje 12 mjeseci. Mladi se kote veličine oko 240 –320 mm i 88 – 109 g. Spolno sazrijevaju oko desete godine, godišnje dobivaju na težini oko 1,5 do 4 kg.

## Zanimljivosti
Meso butora je dobro za jelo, a lovi se osim zbog mesa i zbog jetrenog ulja, peraja, kao i za riblje brašno.
1937. godine je otkriveno da je jetra butora jedan od najbogatijih prirodnih izvora vitamina A. Zbog toga je tijekom drugog svjetskog rata započeo je intenzivan lov na butora. Tek otkrićem sintetskog vitamina A smanjen je lov butora.

## Vanjske poveznice
- (engl.) The Biology of the Soupfin Galeorhinus zyopterus and Biochemical Studies of the Liver (repositories.cdlib.org)
- (engl.) TOPE Galeorhinus galeus (glaucus.org.uk)